# Trachytherus
Trachytherus es un género de mamíferos extintos, perteneciente al suborden Typotheria. Vivió en el Oligoceno Superior (hace unos 28 - 23 millones de años) y sus restos fósiles se han encontrado en América del Sur. Trachytherus fue representante de la familia Mesotheriidae, de la cual sería un miembro basal. 

## Descripción
Este animal es conocido por numerosos restos fósiles que permiten reconstruir un mamífero vagamente similar a un carpincho, o tal vez a un wombat. Algunas especies de Trachytherus podrían alcanzar el tamaño de una oveja. Trachytherus poseía un cráneo compacto, relativamente bajo y con un hocico bastante alargado, más largo que el del Mesotherium pero muy similar. La apófisis postorbital, además, era más pequeña y los huesos nasales no se extendían tanto como en Mesotherium. La diferencia más notable entre los dos géneros estaba en el arco cigomático: en la región anterior, la superficie de inserción del masetero lateral estaba muy desarrollada pero aún no era tan grande como en el siguiente género. 
Trachytherus tenía una fórmula dentaria: 
| 3.0-1.4.3 |
| 2.1.4.3   |

El primer incisivo superior estaba altamente desarrollado, era de crecimiento continuo (hipsodonte) y arqueado, con una banda de esmalte solo en la parte labial. Los siguientes incisivos, caninos y premolares estaban muy reducidos (vestigiales). Los tres últimos premolares eran semejantes a los molares, con un patrón muy complejo que desaparecía muy tempranamente con el desgaste. Los molares eran muy similares a los de los géneros Pseudotypotherium y Cochilius, y aún no poseían la estructura interna de tres lóbulos típica del mesoterio.

## Clasificación

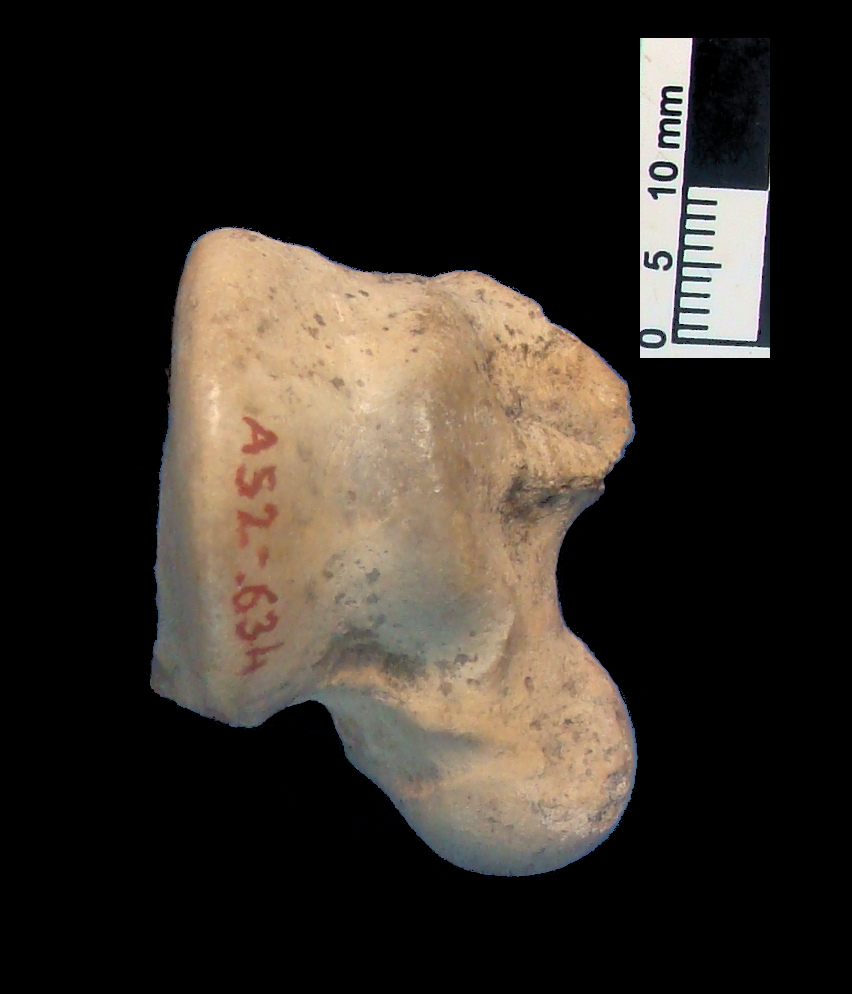
Astrágalo derecho de Trachytherus, del Museo Argentino de Ciencias Naturales

El género Trachytherus fue descrito por Florentino Ameghino en 1889, sobre la base de restos fósiles encontrados en la Patagonia en localidades del Oligoceno superior de la Formación Sarmiento. La especie tipo, Trachytherus spegazzinianus, se encontró más tarde en numerosos depósitos del Oligoceno en América del Sur. Originalmente refirió al género a la familia Typotheriidae, pero luego en 1892 decidió moverla a su propia familia Trachytheriidae. En 1894, Richard Lydekker volvió a mover el género a Typotheriidae, considerándolo como el taxón que conectaba evolutivamente Nesodon y Typotherium. Ameghino refutó estas relaciones en 1895, aunque admitió que Trachytherus y Typotherium estarían relacionados aunque no lo suficiente como para pertenecer a la misma familia. En 1897, por razones desconocidas, Ameghino cambió el nombre del género a Eutrachytherus (con su respectiva familia Eutrachytheriidae). Más tarde, en su trabajo sobre astrágalos, admitió que la similitud de estos huesos en las familias Eutrachytheriidae y Typotheriidae era tan grande que sus diferencias le parecían insignificantes. William Scott (1913) volvió a colocar a Trachytherus en Typotheriidae y a partir de ahí hubo cierto consenso entre los investigadores. Typotheriidae fue el nombre que designó Lyddeker para la familia que incluía al género Typotherium. Este género es actualmente considerado como un Mesotheriidae, por lo cual el nombre "Typotheriidae" perdió validez y actualmente es sinónimo de Mesotheriidae.
Se han atribuido numerosas otras especies a Trachytherus como T. mendocensis, T. ramirezi, T. alloxus, T. subandinus, T. modestus, T. grandis, que se encuentran en gran parte de América del Sur (Bolivia, Perú, Argentina ). Sin embargo, algunos estudios indican que el género Trachytherus es parafilético y representa, en efecto, una serie de formas derivadas y ancestrales de otros tipoterios.
|  | Trachytherus subandinus                                           |
|  |                                                                   |
|  | \| \| Plesiotypotherium \| \| \| \| \| \| Mesotherium \| \| \| \| |
|  |                                                                   |
|  | Plesiotypotherium                                                 |
|  |                                                                   |
|  | Mesotherium                                                       |
|  |                                                                   |

|  | Plesiotypotherium |
|  |                   |
|  | Mesotherium       |
|  |                   |

|  | Trachytherus subandinus                                           |
|  |                                                                   |
|  | \| \| Plesiotypotherium \| \| \| \| \| \| Mesotherium \| \| \| \| |
|  |                                                                   |
|  | Plesiotypotherium                                                 |
|  |                                                                   |
|  | Mesotherium                                                       |
|  |                                                                   |

|  | Plesiotypotherium |
|  |                   |
|  | Mesotherium       |
|  |                   |

|  | Trachytherus subandinus                                           |
|  |                                                                   |
|  | \| \| Plesiotypotherium \| \| \| \| \| \| Mesotherium \| \| \| \| |
|  |                                                                   |
|  | Plesiotypotherium                                                 |
|  |                                                                   |
|  | Mesotherium                                                       |
|  |                                                                   |

|  | Plesiotypotherium |
|  |                   |
|  | Mesotherium       |
|  |                   |

|  | Trachytherus subandinus                                           |
|  |                                                                   |
|  | \| \| Plesiotypotherium \| \| \| \| \| \| Mesotherium \| \| \| \| |
|  |                                                                   |
|  | Plesiotypotherium                                                 |
|  |                                                                   |
|  | Mesotherium                                                       |
|  |                                                                   |

|  | Plesiotypotherium |
|  |                   |
|  | Mesotherium       |
|  |                   |

|  | Trachytherus subandinus                                           |
|  |                                                                   |
|  | \| \| Plesiotypotherium \| \| \| \| \| \| Mesotherium \| \| \| \| |
|  |                                                                   |
|  | Plesiotypotherium                                                 |
|  |                                                                   |
|  | Mesotherium                                                       |
|  |                                                                   |

|  | Plesiotypotherium |
|  |                   |
|  | Mesotherium       |
|  |                   |

|  | Trachytherus subandinus                                           |
|  |                                                                   |
|  | \| \| Plesiotypotherium \| \| \| \| \| \| Mesotherium \| \| \| \| |
|  |                                                                   |
|  | Plesiotypotherium                                                 |
|  |                                                                   |
|  | Mesotherium                                                       |
|  |                                                                   |

|  | Plesiotypotherium |
|  |                   |
|  | Mesotherium       |
|  |                   |

|  | Trachytherus subandinus                                           |
|  |                                                                   |
|  | \| \| Plesiotypotherium \| \| \| \| \| \| Mesotherium \| \| \| \| |
|  |                                                                   |
|  | Plesiotypotherium                                                 |
|  |                                                                   |
|  | Mesotherium                                                       |
|  |                                                                   |

|  | Plesiotypotherium |
|  |                   |
|  | Mesotherium       |
|  |                   |

|  | Trachytherus subandinus                                           |
|  |                                                                   |
|  | \| \| Plesiotypotherium \| \| \| \| \| \| Mesotherium \| \| \| \| |
|  |                                                                   |
|  | Plesiotypotherium                                                 |
|  |                                                                   |
|  | Mesotherium                                                       |
|  |                                                                   |

|  | Plesiotypotherium |
|  |                   |
|  | Mesotherium       |
|  |                   |

Muchas especies de Trachytherus (T. ramirezi, T. alloxus, T. subandinus, T. spegazzinianus) se conocen en las latitudes medias del oeste de Sudamérica, en un área conocida como la Región de Oroclina Boliviana (BOR). Una reconstrucción paleobiogeográfica indicaría que esta región es la posible área ancestral para los mesotéridos y, por lo tanto, una región importante para la diversificación de estos animales. Más tarde, los mesotéridos, incluido Trachytherus, se dispersaron a otras áreas más meridionales.